# Allenrolfea
Allenrolfea ist eine Pflanzengattung in der Familie der Fuchsschwanzgewächse (Amaranthaceae). Es sind strauchige Salzpflanzen mit fleischigen, scheinbar gegliederten Sprossachsen und stark reduzierten Blättern und Blüten. Die etwa drei Arten sind in Nord- und Südamerika verbreitet.

## Beschreibung

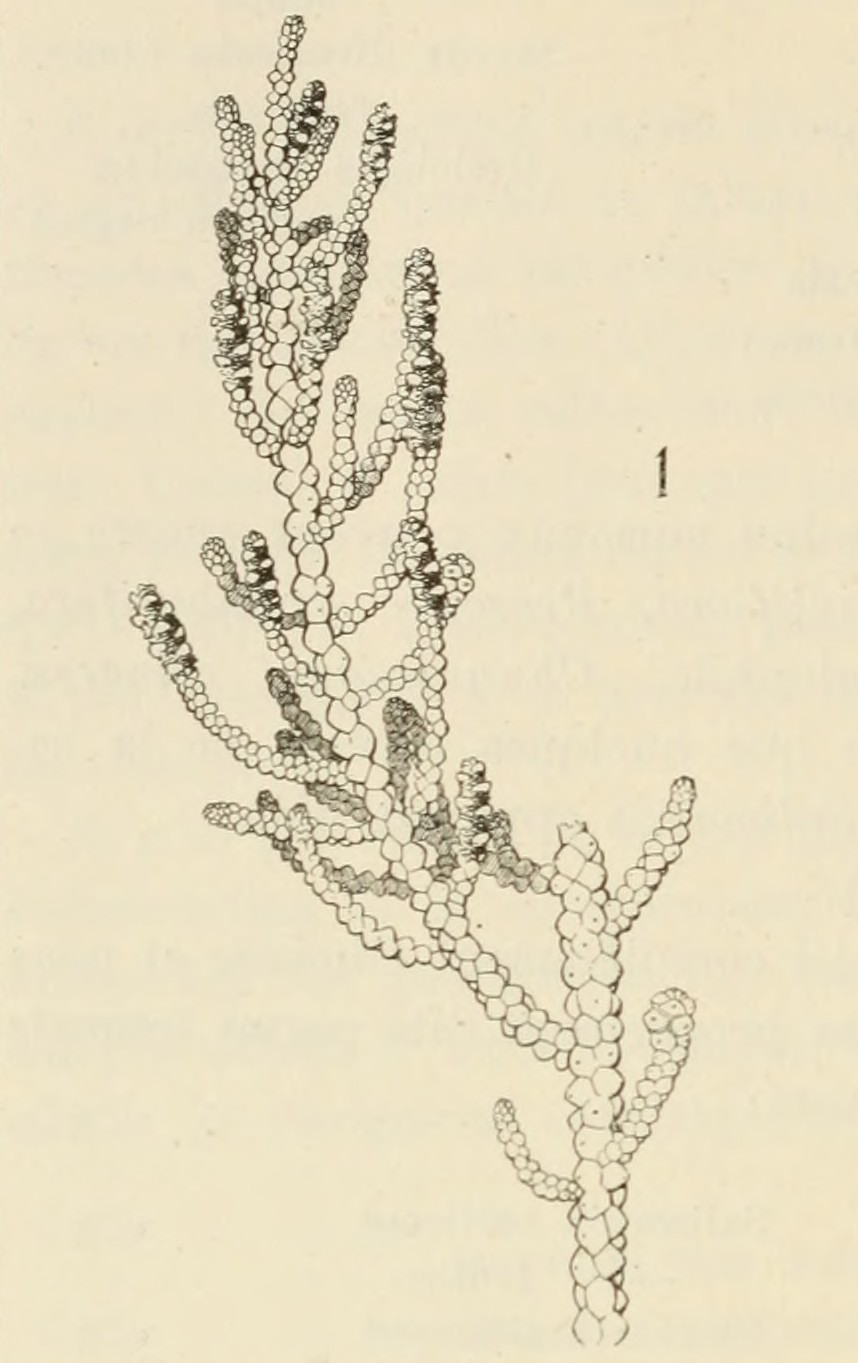
Illustration von Allenrolfea patagonica

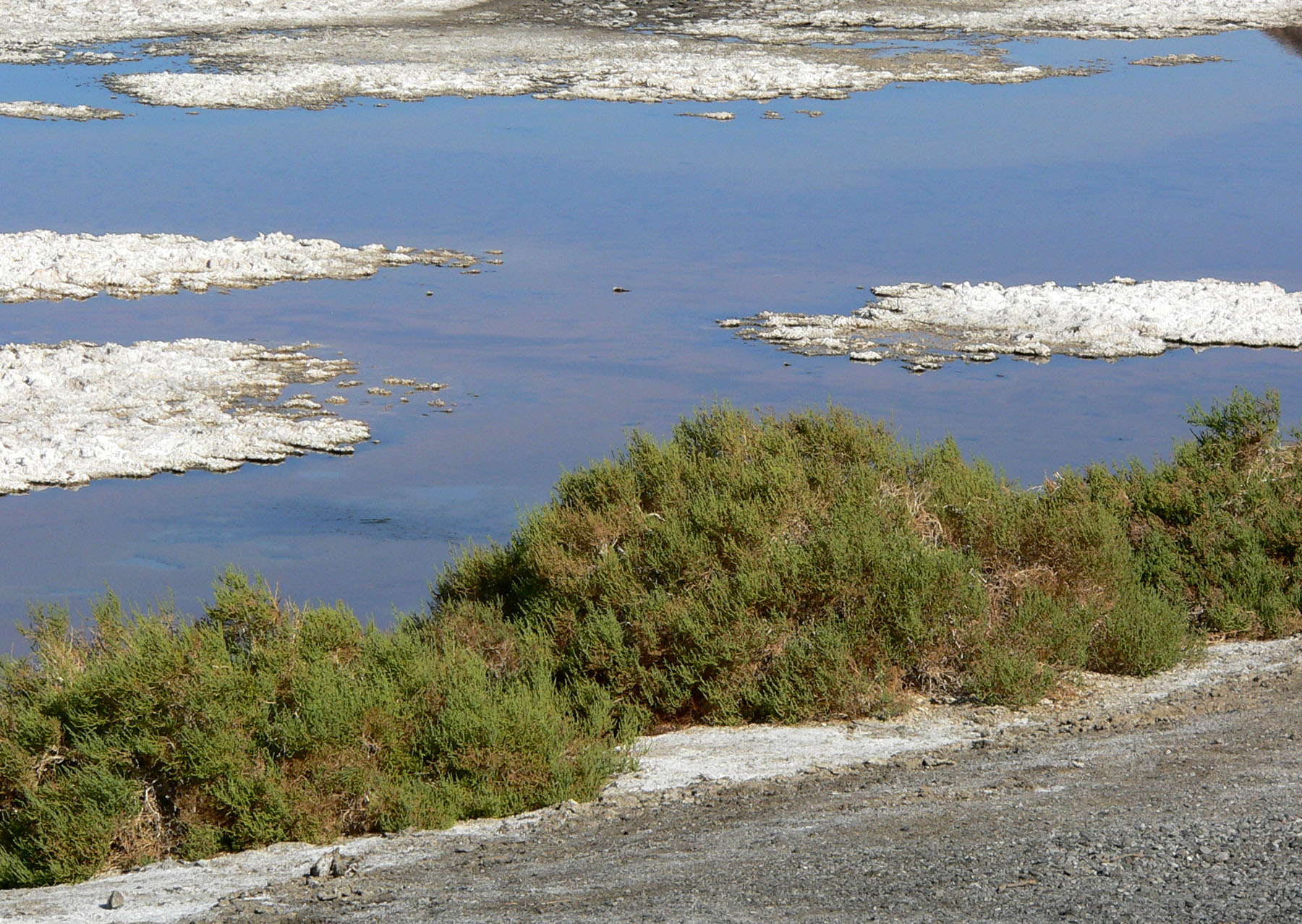
Allenrolfea occidentalis an einem Salzsee im Death Valley

### Vegetative Merkmale
Die Allenrolfea-Arten sind Halbsträucher oder Sträucher mit aufrechtem oder niederliegendem Wuchs. Die reich verzweigten Stängel erscheinen gegliedert und sind kahl und fleischig.
Die wechselständigen Laubblätter sind fleischig, kahl, zu kleinen, breit dreieckigen Schuppen reduziert, im unteren Teil den Stängel umfassend, ganzrandig und zugespitzt.

### Blütenstände und Blüten
In endständigen, scheinährigen Blütenstände sind die Blüten spiralig angeordnet. Die Zymen enthalten jeweils drei oder fünf Blüten in der Achsel eines fleischigen, schildförmigen, später abfallenden Tragblatts.
Die Blüten sind zwittrig. Die Blütenhülle besteht aus vier bis fünf verbundenen Blütenhüllblättern, deren winkelige freie Lappen oben gestutzt sind. Die ein bis zwei Staubblätter ragen aus der Blütenhülle heraus. Es sind zwei bis drei Narben vorhanden.

### Früchte und Samen
Die eiförmige Frucht ist zusammengedrückt, ihre häutige Fruchtwand ist unverwachsen. Die aufrechten Samen sind braun oder rötlich-braun, länglich, mit glatter Oberfläche. Es ist reichlich Nährgewebe vorhanden. Der Embryo ist halb ringförmig.

### Chromosomenzahl
Die Chromosomengrundzahl ist x = 9.

## Vorkommen
Von den drei Allenrolfea-Arten ist eine in Nordamerika von den südwestlichen USA bis Mexiko verbreitet und die beiden anderen kommen in Südamerika nur in Argentinien vor.
Sie besiedeln sandige Erhebungen in Salzebenen und Lehmpfannen. In den USA wachsen sie in Höhenlagen von 1000 bis 1700 Metern.

## Systematik
Die Gattung Allenrolfea wurde 1891 von Carl Ernst Otto Kuntze aufgestellt,. Damit ersetzte er den ungültigen Namen Spirostachys S.Watson, (dieser ist illegitim, weil bereits Spirostachys Sond. existierte). Die Typusart ist Allenrolfea occidentalis. Der Gattungsname ehrt den englischen Botaniker Robert Allen Rolfe (1855–1921).
Die Gattung Allenrolfea umfasst drei Arten:
- Allenrolfea occidentalis (S. Watson) Kuntze: Sie ist in Nordamerika in den südwestlichen US-Bundesstaaten Arizona, Kalifornien, Idaho, New Mexico, Nevada, Oregon, Texas sowie Utah und in Mexiko verbreitet.[1]
- Allenrolfea patagonica (Moq.) Kuntze: Sie kommt nur in Argentinien vor.[4]
- Allenrolfea vaginata (Griseb.) Kuntze: Sie kommt nur in Argentinien vor.[5]

Die Gattung Allenrolfea ist nah verwandt mit der Gattung Heterostachys, die ebenfalls in der Neuen Welt verbreitet ist. Ihre gemeinsame Abstammungslinie hat sich schon früh entwickelt (im Frühen bis Mittleren Oligozän), im gleichen Zeitraum wie die frühen eurasischen Abstammungslinien der Salicornieae. Vermutlich haben sie Amerika lange vor allen anderen amerikanischen Vertretern der Salicornieae erreicht.